# David Kobylík
David Kobylík (Olomouc, 27 giugno 1981) è un ex calciatore ceco, centrocampista.
Con 28 presenze nell'Under-21 ceca collezionate tra il 2000 e il 2003, è il secondo giocatore più presente della Nazionale Under-21 dopo Jan Polák.

## Carriera

### Club
Prodotto delle giovanili del Sigma Olomouc, esordisce in prima squadra nel 1999. Nel 2002 si trasferisce ai francesi dello Strasburgo, quindi torna un anno a Olomouc prima di ripartire verso la Germania nel 2004, destinazione Bielefeld. Gioca anche a Cipro, prima di fare un secondo ritorno al Sigma Olomouc nel 2009. L'anno seguente è in Slovacchia, dove vince il campionato nazionale con la maglia dello Zilina a 29 anni. Gioca tra Polonia e Austria nei due anni successivi, ritornando in patria per chiudere la carriera professionistica tra HFK Olomouc e Banik Sokolov. Dal gennaio 2015 gioca con i dilettanti in Austria.

## Palmarès

### Club

#### Competizioni nazionali
- Campionato slovacco: 1

Zilina: 2009-2010